# Criminal Law Amendment Act (1885)

La Criminal Law Amendment Act (loi amendant la législation criminelle) de 1885 est l'aboutissement d'un long travail législatif au Royaume-Uni à propos du droit de la sexualité. Cette loi releva l'âge de consentement sexuel, s'attaqua à la prostitution mais repénalisa aussi l'homosexualité.

## Historique
En 1861, l'âge de consentement sexuel pour les femmes fut fixé à 12 ans, relevé à 13 ans en 1875. Depuis les années 1860, la prostitution avait été attaquée par les Contagious Diseases Acts.
Des réformateurs sociaux, comme Josephine Butler, avaient pointé différents défauts : les clients des prostituées n'étaient pas mis en cause par les Contagious Diseases Acts et 13 ans était un âge bien trop précoce. Une réforme était demandée. Elle tarda et faillit être abandonnée au changement de majorité en 1885. Une grande campagne de presse fut orchestrée, à la demande de ces réformateurs, par W. T. Stead dans sa Pall Mall Gazette : « The Maiden Tribute of Modern Babylon » à partir du 6 juillet 1885.
Les discussions parlementaires reprirent dès le 30 juillet et aboutirent au vote de la loi le 14 août. Le 6 août, un amendement fut ajouté à la dernière minute, dit amendement Labouchere (du nom de son promoteur Henry Du Pré Labouchère) condamnant la sodomie. Cet amendement fut à l'origine des condamnations d'Oscar Wilde ou Alan Turing,.
La loi relevait l'âge de consentement sexuel de 13 à 16 ans ; criminalisait le fait de se procurer des petites filles en vue de rapport sexuel ; punissait les propriétaires acceptant dans leur propriété des relations sexuelles avant l'âge de consentement ; luttait contre la traite des blanches ; contrôlait les maisons closes et étendait le concept de sodomie à tout acte sexuel entre hommes.
Cette loi est abrogée par le Sexual Offences Act de 1967 à la suite du Rapport Wolfenden.